# Арпад Орбан
Арпад Орбан (мађ. Orbán Árpád; Ђер, 14. март 1938 — Ђер, 26. април 2008) је био фудбалер, фудбалски тренер, репрезентативац члан Олимпијске репрезентације Мађарске и играо је на позицији бека.
Порекло му је јеврејско.

## Каријера

### Клуб
Фудбалом је почео да се бави 1953. године у клубу Пошта Ђер, где је 1956. постигао значајан успех постајући државни првак за младе. У 1959. години прешао је у  Вашаш ЕТО из Ђера, познатији као Раба ЕТО, где је доживео врхунац своје каријере. Тренирали су га Нандор Хидегкути и Ференц Суса, обојица бивши фудбалски асови.
Са Ђером је био првак јесењег дела шампионат шампионата 1963. с чиме су уствари и постали шампиони јер се због промене система такмичења остатак шампионата није играо већ се одмах приступило игрању утакмица за следећу сезон. Три пута је освојио Куп Мађарске Народне Републике између 1965. и 1967. године и са својим тимом дошао до четвртфинала Европског Купа победника купова 1967. године. Завршио је активну каријеру 1972. године, са укупно 285 лигашких наступа и осам постигнутих голова.

### Репрезентација
Добре игре у лигашком такмичењу у сезони 1963 су му је омогућиле да се придружи олимпијском тиму. Као кључни играч, допринео је победи Мађарске на Олимпијском фудбалском турниру у Токију 1964. У репрезентативном периоду осам пута наступао за олимпијски тим Мађарске, све у олимпијским квалификацијама. Најбољу партију је пружио у квалификационој победи Мађарске над Шведском од 4 : 0, на Непстадиону у Будимпешти.

### Тренер
Он је стекао стручну диплому на Високој школи физичког васпитања. У 1975. години постављен је за управника објеката Раба ЕТО и служио је као тренер омладинског тима ЕТО од 1985. до 1990. године. У 1991. години именован је за директора објеката ЕТО-а, позицију коју је обављао до 1994. године. У 1998. години изабран је за почасног члана одбора Фудбалског савеза округа Ђер-Мошон-Шопрон.

## Достигнућа
Ђер
- Прва лига Мађарске у фудбалу
  - шампион: 1963
- Куп Мађарске у фудбалу (MNK)
  - победник: 1965, 1966, 1967
- Куп победника купова (КПК)
  - четвртфинале: 1966/67.[9]

Мађарска
- Летње олимпијске игре
  - шампион: 1964